# Candidatus Pelagibacter ubique
Candidatus Pelagibacter ubique (лат.) — единственный представитель рода Candidatus Pelagibacter из класса альфа-протеобактерий кластера SAR11. Изначально была известна лишь по РНК-генам, обнаруженным в заборах воды Саргассова моря в 1990 году. Сама бактерия была впервые выявлена в 2002 году и тогда же получила название, которое пока не оформлено по всем правилам бактериологической номенклатуры.
Pelagibacter распространена по всему Земному шару, обнаруживается в бактериопланктоне. С диаметром клетки около 0,12—0,20 мкм она является одним из мельчайших известных одноклеточных самореплицирующихся организмов.

## Выращивание
Несколько штаммов Pelagibacter ubique были культивированы благодаря усовершенствованным методам выделения. Наиболее изученным штаммом является HTCC1062 (высокопроизводительная коллекция для культивирования).
Факторы, которые регулируют популяции SAR11, до сих пор в основном неизвестны. У них есть датчики для ограничения азота, фосфатов и железа, и очень необычное требование для соединений с пониженным содержанием серы.
Предполагается, что они были сформированы в результате эволюции в экосистеме с низким содержанием питательных веществ, такой как Саргассово море, где оно было впервые обнаружено.
Популяция клеток P. ubique может удваиваться каждые 29 часов, что довольно медленно, но они могут размножаться в условиях низкого содержания питательных веществ.
P. ubique можно выращивать на определённой искусственной среде с добавлением восстановленной серы, глицина, пирувата и витаминов.